# José Díaz Gana
José Díaz Gana (* Valparaíso, 1827 - † San Bernardo, 23 de agosto de 1889) fue hijo de Juan Antonio Díaz de Salcedo y Díaz de la Fuente y de Rosa Gana Martínez de la Torre.
Trabajó como cajero de la Casa Cerveró hasta 1852, año en que se dirigió rumbo al norte, como tantos chilenos tentados por la fortuna, donde hizo de buscafortunas y explorador minero. Se radicó en Antofagasta en 1860.
Desde 1866 se dedicó a recorrer el desierto de Atacama y en 1869 fomentó la industria del cobre en Sierra Gorda. En 1870 lo encontramos cateando, por cuenta de habilitadores de Valparaíso, los cerros de Mejillones, Cerro Gordo y Huanillos en busca de cobre.
Fue entonces, que siguiendo el derrotero de Garabito, un indio que se decía poseedor de un rico rebosadero de metales de cobre en la zona de Sierra Gorda, encontró un rodado de plata, el cual rindió ochocientos marcos de plata fina en el ensaye realizado en Cobija. Díaz Gana informó a sus habilitadores del descubrimiento y pidió recursos para volver al lugar del hallazgo. Como éstos le fueron negados, decidió independizarse.
Es así como el 25 de marzo de 1870 realiza, en compañía de sus cateadores, el descubrimiento del Mineral de Caracoles, uno de los minerales de plata más rico que existieron en Chile.
Ante esta bonanza económica Don José Díaz Gana se convirtió rápidamente en un verdadero magnate de la minería, y para hacer ostentación de su nueva condición económica adquirió en plena Alameda de las Delicias una quinta, en la que hizo construir su mansión, el Palacio Díaz-Gana. Se dedicó a la filantropía, haciendo donaciones para el Hospital de San Vicente de Paúl y para el Mercado Central.
Gracias a la nueva posición alcanzada fue nombrado cónsul de Chile en Antofagasta por el presidente Federico Errázuriz Zañartu. Fue elegido diputado independiente por Coelemu por el período 1873-1876.
Sin embargo la bonaza no le sería indefinida, ya que la crisis económica de Chile de 1876, repercutió en las inversiones de José Díaz Gana, que tuvo que vender sus seis barras en $ 1.500.000.-, perdió al juego el palacio y la quinta de la Alameda, recién terminado sin alcanzar a hacer uso de estos. Perdió también la hacienda de Caracoles en Linares, cuyo riego alcanzó a iniciar. Hacia 1882 vivía en un rancho en Pocochay, V Región de Valparaíso, donde explotaba una mina.